# 346
Năm 346 là một năm trong lịch Julius.